# 新北市區公車橘2路線
新北市區公車橘2路線，由台北客運營運，起點為圓通錦和路口，終點為永和秀山站；行經中和復興路及景安路、永和得和路。行駛至秀山國小外圍以順時針路線，與57路線反向行駛

## 簡介
- 本路線為捷運接駁公車，全程一段票。
- 本線和橘5獲得首批新北市(當時為台北縣)的補助，在2009年11月更換為低底盤公車[1]。
- 本路線首創全國「一車雙機」，在本路線10輛低底盤公車的後門再加裝一台刷卡機，以方便乘客快速上下車。
- 「一車雙機」計畫於2011年4月12日由新北市交通局長趙紹廉和台北客運董事長李博文共同主持啟用儀式。
- 選擇本線作為試辦路線的原因在於，行經雙和醫院、捷運景安站、捷運永安市場站、秀朗國小和秀山國小等地，持票證的通勤和通學人口多，加上採一段票方式收費，較易看見推行成效。[2]。
- 本路線自2011年4月13日起，試辦一車雙機(即在前後門都設有刷卡機)，方便乘客於尖峰時段快速上下車，全國首創[3]。
- 新北市交通局長趙紹廉對台北客運前後車門加裝刷卡機的做法大加肯定[4]。

## 沿線行經地標
- 衛生福利部雙和醫院
- 中和區地政事務所
- 捷運景安站
- 捷運永安市場站
- 永和區公有永安市場
- 八二三紀念公園
- 新北市永和區秀朗國民小學
- 新北市中和區秀山國民小學

## 外部連結
- 台北客運 （页面存档备份，存于）
- 大臺北公車橘2
- 暢行台北公車客運資訊站的Facebook專頁